# Mistrzostwa Świata w Biegach Przełajowych 2024
45. Mistrzostwa Świata w Biegach Przełajowych – zawody lekkoatletyczne, organizowane pod auspicjami World Athletics, które odbyły się 30 marca 2024 roku w Belgradzie, stolicy Serbii.

## Wyniki

### Mężczyźni
|                      | 1. miejsce                                                                            | Rezultat | 2. miejsce                                                               | Rezultat | 3. miejsce                                                                       | Rezultat |
| Seniorzy             | Jacob Kiplimo                                                                         | 28:09    | Berihu Aregawi                                                           | 28:12    | Benson Kiplangat                                                                 | 28:14    |
| Seniorzy – Drużynowo | Kenia · Benson Kiplangat · Nicholas Kipkorir · Samwel Chebolei Masai · Sabastian Sawe | 19 pkt.  | Uganda · Jacob Kiplimo · Joshua Cheptegei · Dan Kibet · Hosea Kiplangat  | 31 pkt.  | Etiopia · Berihu Aregawi · Boki Diriba · Tadese Worku · Chimdessa Debele         | 40 pkt.  |
| Juniorzy             | Samuel Kibathi                                                                        | 22:40    | Mezgebu Sime                                                             | 22:41    | Matthew Kipkoech Kipruto                                                         | 22:46    |
| Juniorzy – Drużynowo | Kenia · Samuel Kibathi · Matthew Kipkoech Kipruto · Johana Erot · Charles Rotich      | 15 pkt.  | Etiopia · Mezgebu Sime · Yismaw Dillu · Sewmehon Anteneh · Jenberu Sisay | 21 pkt.  | Uganda · Simba Samuel Cherop · Dolphine Chelimo · Sailas Rotich · Hosea Chemutai | 52 pkt.  |

### Kobiety
|                      | 1. miejsce                                                                          | Rezultat | 2. miejsce                                                                     | Rezultat | 3. miejsce                                                                                    | Rezultat |
| Seniorki             | Beatrice Chebet                                                                     | 31:05    | Lilian Rengeruk                                                                | 31:08    | Margaret Kipkemboi                                                                            | 31:09    |
| Seniorki – Drużynowo | Kenia · Beatrice Chebet · Lilian Rengeruk · Margaret Kipkemboi · Emmaculate Anyango | 10 pkt.  | Etiopia · Bertukan Welde · Mebrat Gidey · Tadelech Bekele · Sisay Meseret Gola | 41 pkt.  | Uganda · Sarah Chelangat · Loice Chekwemoi · Rachael Zena Chebet · Annet Chemengich Chelangat | 41 pkt.  |
| Juniorki             | Marta Alemayo                                                                       | 19:28    | Asayech Ayichew                                                                | 19:32    | Robe Dida                                                                                     | 19:38    |
| Juniorki – Drużynowo | Etiopia · Marta Alemayo · Asayech Ayichew · Robe Dida · Yenawa Nbret                | 12 pkt.  | Kenia · Sheila Jebet · Diana Cherotich · Deborah Chemutai · Mercy Chepkemoi    | 28 pkt.  | Uganda · Nowel Cheruto · Charity Cherop · Keziah Chebet · Vicky Chekwemboi                    | 48 pkt.  |

### Mieszane
|                             | 1. miejsce                                                                                 | Rezultat | 2. miejsce                                                          | Rezultat | 3. miejsce                                                                    | Rezultat |
| Seniorzy – drużyna mieszana | Kenia · Reynold Kipkorir Cheruiyot · Virginia Nyambura · Kyumbe Munguti · Purity Chepkirui | 22:15    | Etiopia · Taresa Tolosa · Dahdi Dube · Adehena Kasaye · Birri Abera | 22:43    | Wielka Brytania · Thomas Keen · Alexandra Millard · Adam Fogg · Bethan Morley | 23:00    |

## Tabela medalowa
| Miejsce | Kraj            | Złoto | Srebro | Brąz | Razem |
| 1.      | Kenia           | 6     | 2      | 3    | 11    |
| 2.      | Etiopia         | 2     | 6      | 2    | 10    |
| 3.      | Uganda          | 1     | 1      | 3    | 5     |
| 4.      | Wielka Brytania | 0     | 0      | 1    | 1     |
| Razem   | Razem           | 9     | 9      | 9    | 27    |